# Biskopsval i Svenska kyrkan
Biskopsval i Svenska kyrkan sker i respektive stift inför tillsättning av biskop. Reglerna för valet anges i kyrkoordningen. Innan kyrkan skildes från staten 2000 tillsattes biskop av regeringen bland de tre personer som föreslogs av kyrkan.

## Reglerna i 1571 års kyrkoordning
Enligt 1571 års kyrkoordning skulle biskop väljas av några förordnade av prästerskapet, men även av "andra, som i saken något förfarne äro". Detta innebar inte nödvändigtvis val genom stiftets präster, och den vanligaste formen blev småningom, att det vid riksdagen församlade prästerskapet (consistorium regni) förrättade valet, varefter regeringen utnämnde. Kung Sigismunds "försäkran om religionen" 1594 blev aldrig mer än ett förslag.

## Reglerna i 1686 års kyrkolag
1686 års kyrkolag gav ännu inte fullt klara föreskrifter om biskopsval; "kapitlet och klerkeriet'" skulle föreslå tjänliga personer, varefter kungen hade att utse en av de föreslagna
"eller ock någon annan"; vid ärkebiskopsval skulle "alla domkapitel i riket hafva sina röster". 

## Reglerna efter 2000
Enligt Kyrkoordningen utses en biskop genom val i stiftet. Röstberättigade är:
- domkapitlets och stiftsstyrelsens ledamöter,
- präster och diakoner med minst 6 månaders anställning inom stiftet,
- elektorer, som väljs av kyrkofullmäktige i varje pastorat eller församling.

Först äger ett nomineringsval rum. Därefter prövar Svenska kyrkans ansvarsnämnd behörigheten att vigas till biskop hos dem som fått minst fem procent av rösterna och inte redan är biskopsvigda. Enligt Kyrkoordningen skall "om möjligt" minst fem kandidater förklaras behöriga.
I biskopsvalet får röster avges på någon av de personer som förklarats behöriga eller redan är biskopsvigda. Om en kandidat får mer än hälften av rösterna, är den kandidaten vald till stiftets biskop. Om ingen kandidat får mer än hälften av rösterna, sker en andra valomgång med de två kandidater som fått flest röster i den första valomgången.